# Georg Süss-Fink
Georg Süss-Fink (* 21. Mai 1950 in Neustadt an der Waldnaab, Bayern) ist ein deutscher Chemiker und emeritierter Professor an der Université de Neuchâtel (Schweiz).

## Leben und Werk
Georg Süss-Fink studierte Chemie an der Technischen Universität München und promovierte 1977 am Laboratorium von Professor Max Herberhold mit einer Doktorarbeit über die Photochemie von Metallcarbonylen. Nach einem postdoktoralen Aufenthalt im Arbeitskreis von Professor Lord Jack Lewis an der University of Cambridge nahm er eine Oberassistentenstelle an der neugegründeten Universität Bayreuth an, wo er sich 1983 mit einer Arbeit über katalytische Reaktionen von dreikernigen Ruthenium- und Osmiumclustern habilitierte.
Nach weiteren akademischen Stationen an der Université de Rennes (Professeur invité), der Universität Bayreuth (Privatdozent) und der Rheinisch-Westfälischen Technischen Hochschule Aachen (Professor auf Zeit) folgte er 1988 einem Ruf auf einen Lehrstuhl für anorganische Chemie an der Université de Neuchâtel (Professeur ordinaire) in der Schweiz. Dort gründete er das Laboratoire de chimie organométallique et de catalyse moléculaire und entwickelte massgeblich die neuen Forschungsgebiete der wasserlöslichen Metallorganika und der antikanzerogenen Rutheniumkomplexe. Sein wissenschaftliches Werk umfasst mehr als 370 Veröffentlichungen.
Seit seiner Emeritierung 2015 lebt Georg Süss-Fink, der neben der deutschen auch die Schweizer Staatangehörigkeit besitzt, im bayerischen Allgäu. Er veröffentlicht populärwissenschaftliche Arbeiten und betätigt sich auch als Schriftsteller, der in seinen Romanen die Zeitströmungen und das Lebensgefühl der sechziger und der siebziger Jahre thematisiert.
Georg Süss-Fink ist seit 1972 verheiratet und Vater von zwei erwachsenen Söhnen. Er ist praktizierender Katholik.

## Veröffentlichtungen (Auswahl)
Fachliteratur
- G. Süss-Fink und G. Meister: Transition Metal Clusters In Homogeneous Catalysis. In: Advances in Organometallic Chemistry. Band 35, 1993, S. 41–134, doi:10.1016/S0065-3055(08)60489-X (englisch).
- Georg Süss-Fink: Arene ruthenium complexes as anticancer agents. In: Dalton Transactions. Band 39, Nr. 371, 2010, doi:10.1039/b916860p (englisch, unine.ch).
- Georg Süss-Fink: Water-soluble arene ruthenium complexes: From serendipity to catalysis and drug design. In: Journal of Organometallic Chemistry. Band 751, 1. Februar 2014, S. 2–19, doi:10.1016/j.jorganchem.2013.07.039 (englisch).

Populärwissenschaftliche Literatur
- Georg Süß-Fink: Vom Enfant Terrible zum Musterknaben: Die Borane. In: Chemie in unserer Zeit. Nr. 3, Juni 1986, doi:10.1002/ciuz.19860200305.
- Georg Süss-Fink: Arsenvergiftungen. Ein Element schreibt Kriminalgeschichte. In: Chemie in unserer Zeit. Band 46, 6. Februar 2012, S. 100–109, doi:10.1002/ciuz.201200565.

Fiktionale Literatur
- Georg Süss-Fink: München 1972: der Fall Alfons Scheyerer. Schardt, Oldenburg 2010, ISBN 978-3-89841-519-4.
- Georg Süss-Fink: Eine Liebe 1968. Roman. Schardt, Oldenburg 2014, ISBN 978-3-89841-756-3.